# Jandir de Freitas
Jandir de Freitas Alves (São Paulo, 15 de maio de 1955 - Taubate, 28 de setembro de 2015) foi um futebolista e técnico brasileiro.
Atacante, iniciou carreira no Nacional Atlético Clube e ganhou destaque jogando no Coritiba Foot Ball Club, onde foi campeão paranaense de 1979, e na Sociedade Esportiva Palmeiras, onde jogou no início da década de 1980 (de 1980 a 1982). Também jogou no Esporte Clube Taubaté (onde foi ídolo), no Esporte Clube Juventude, no Esporte Clube XV de Novembro, no Esporte Clube Santo André e encerrou a carreira em 1985, na Sociedade Esportiva e Recreativa Caxias do Sul, e após pendurar as chuteiras, foi técnico do E.C. Taubaté. Sua carreira de técnico foi por pouco tempo, abandonando a profissão e os gramados por completo.